# Гребнеотверстные
Гребнеотверстные, или ктеностоматы (лат. Ctenostomata) — отряд мшанок класса голоротых. 
Из всех мшанок гребнеотверстные населяют наиболее разнообразные местообитания. Некоторые представители семейства Paludicellidae обитают в пресных водах. Кроме того, многие мшанки надсемейства Victorelloidea встречаются в слабосолёных водах. Многие виды доминируют на морских мелководьях, где они обрастают водоросли. Имеются и глубоководные виды, которые могут встречаться на глубине до 5000 м. Некоторые из них поселяются среди трубочек, образованных фораминиферами группы Komokioidea, другие являются симбионтами ракообразных, оболочников и гидроидных полипов.
Отличаются от своих ближайших родственников — Cheilostomata — отсутствием кальцинированного скелета. Скелет желатиновый, хитиновый или представлен мягкой мембраной с отсутствием оперкулюма (отверстия зооида). Колонии часто состоят из удлиненных ветвистых столонов, также существуют и более компактные формы колоний.

## Классификация
- Надсемейство Benedeniporoidea
- Подотряд Alcyonidiina
- Подотряд Flustrellidrina
- Подотряд Paludicellina
- Подотряд Stolonifera
- Подотряд Stoloniferina
- Подотряд Vesicularina
- Подотряд Victorellina